# 孫文義
孫文義（？—？），舊名文進，北平館陶人。明朝政治人物。

## 生平
洪武十八年（1385年），中式三甲第二十七名進士。任監察御史，因監造榆林版籍有功，下詔改名文義，不久為權奸排挤，卒于任上，年四十一。